# 39e législature de la Colombie-Britannique

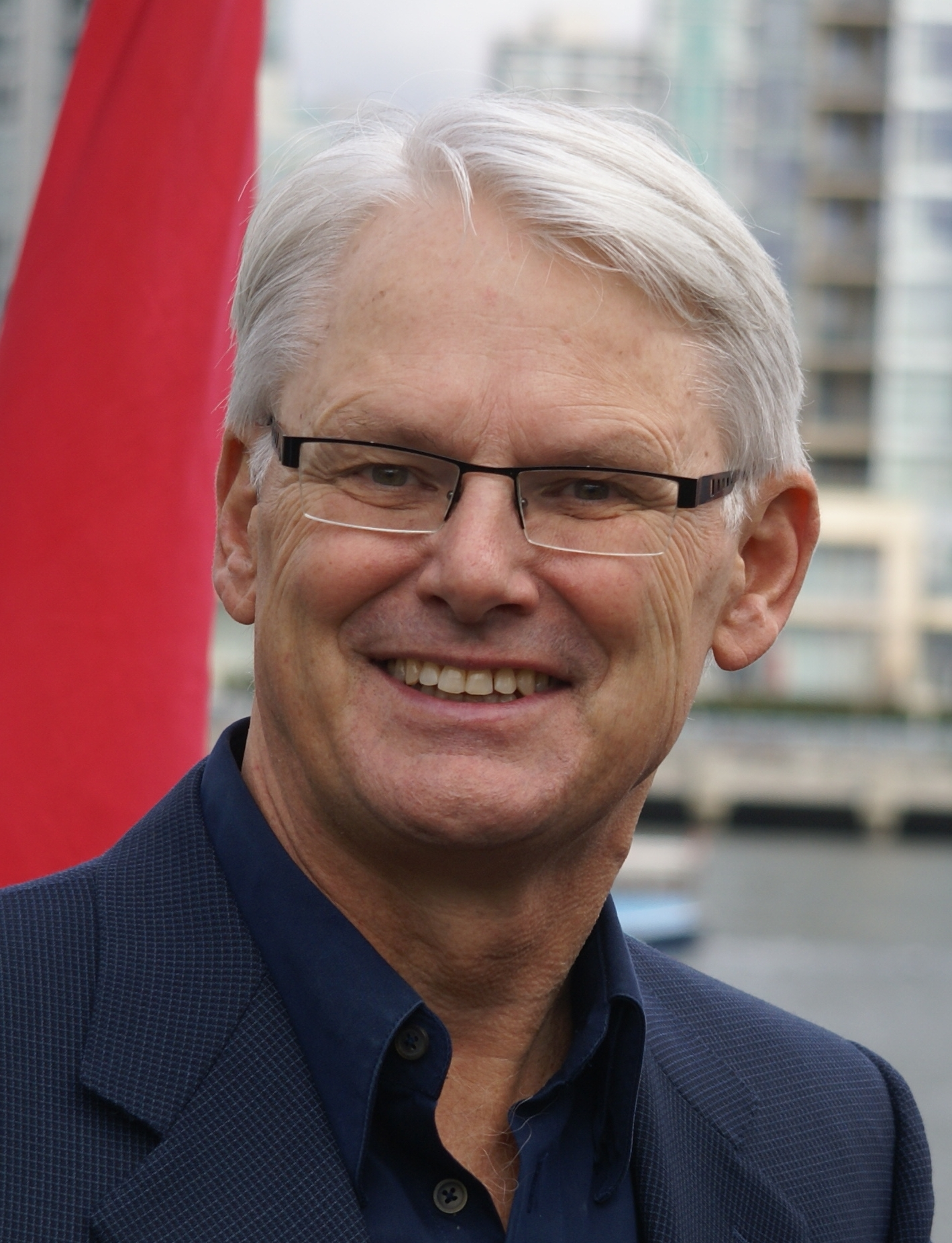
Gordon Campbell, premier ministre (2001-2011).

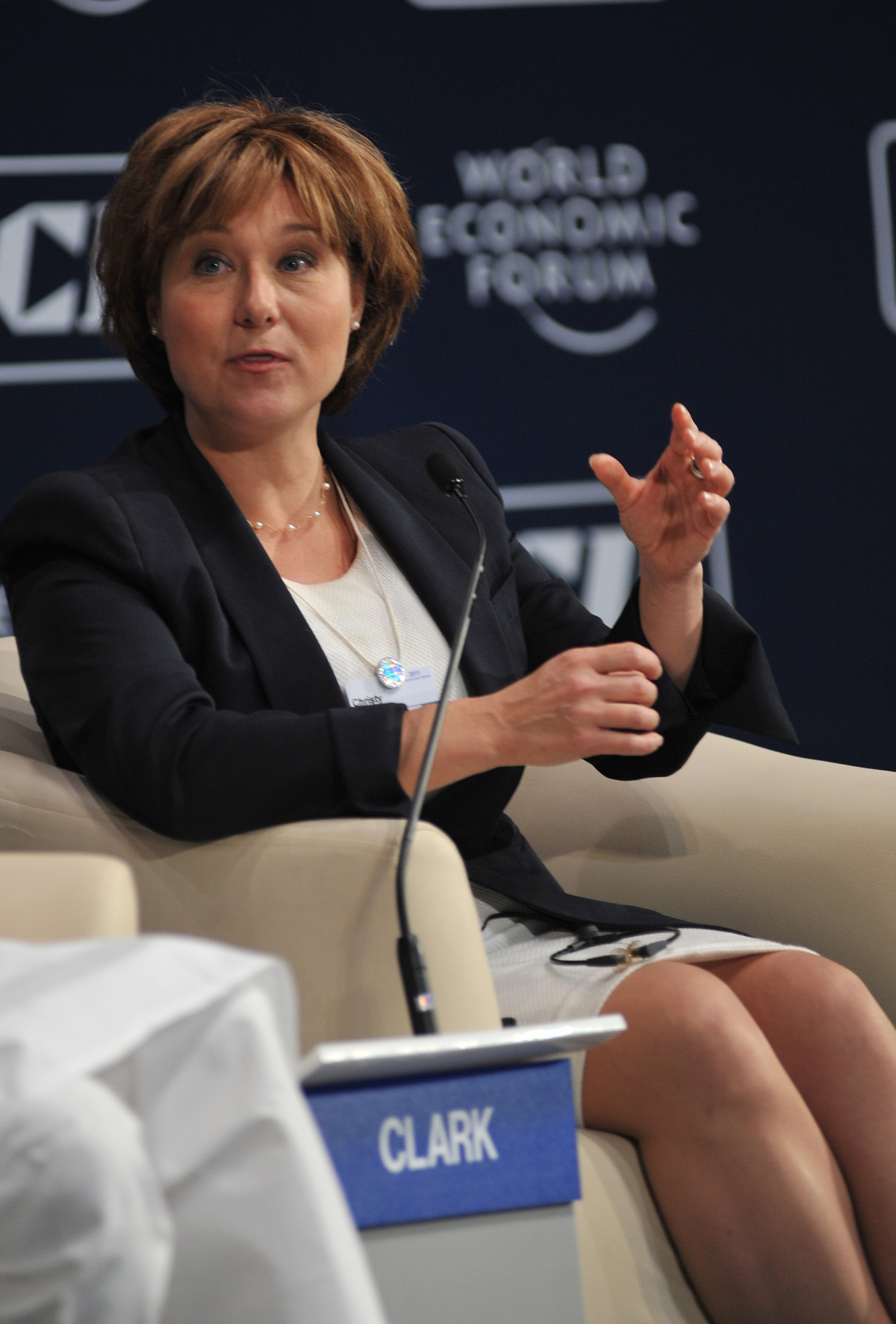
Christy Clark, première ministre (2011-2017).

La 39e législature de la Colombie-Britannique a siégé de 2009 à 2013. Ses membres sont élus lors de l'élection générale de 2009. Le Parti libéral de la Colombie-Britannique de Gordon Campbell forme un gouvernement majoritaire. Campbell démissionne en mars 2011 et Christy Clark lui succède.
L'opposition officielle est formé par le Nouveau Parti démocratique de la Colombie-Britannique avec respectivement Carole James (2009-2011), Dawn Black (janv.-avril 2011) et Adrian Dix (2011-2013) en tant que chef de l'opposition.

## Membre de la 39elégislature
| Député | Député                  | Circonscription               | Parti         |
| ------ | ----------------------- | ----------------------------- | ------------- |
|        | John van Dongen         | Abbotsford South              | Libéral       |
|        | Mike de Jong            | Abbotsford West               | Libéral       |
|        | Randy Hawes             | Abbotsford-Mission            | Libéral       |
|        | Scott Fraser            | Alberni-Pacific Rim           | Néo-démocrate |
|        | John Slater             | Boundary-Similkameen          | Libéral       |
|        | Kathy Corrigan          | Burnaby-Deer Lake             | Néo-démocrate |
|        | Raj Chouhan             | Burnaby-Edmonds               | Néo-démocrate |
|        | Harry Bloy              | Burnaby-Lougheed              | Libéral       |
|        | Richard Lee             | Burnaby North                 | Libéral       |
|        | Donna Barnett           | Cariboo-Chilcotin             | Libéral       |
|        | Bob Simpson             | Cariboo North                 | Néo-démocrate |
|        | Charlie Wyse            | Chilliwack                    | Libéral       |
|        | John Les                | Chilliwack-Hope               | Libéral       |
|        | Norm Macdonald          | Columbia River-Revelstoke     | Néo-démocrate |
|        | Don McRae               | Comox Valley                  | Libéral       |
|        | Douglas Home            | Coquitlam-Burke Mountain      | Libéral       |
|        | Diane Thorne            | Coquitlam-Maillardville       | Néo-démocrate |
|        | Bill Routley            | Cowichan Valley               | Néo-démocrate |
|        | Guy Gentner             | Delta North                   | Néo-démocrate |
|        | Vicki Huntington        | Delta South                   | Indépendant   |
|        | Maurine Karagianis      | Esquimalt-Royal Roads         | Néo-démocrate |
|        | Rich Coleman            | Fort Langley-Aldergrove       | Libéral       |
|        | Harry Lali              | Fraser-Nicola                 | Néo-démocrate |
|        | John Horgan             | Juan de Fuca                  | Néo-démocrate |
|        | Terry Lake              | Kamloops-North Thompson       | Libéral       |
|        | Kevin Krueger           | Kamloops-South Thompson       | Libéral       |
|        | Norm Letnick            | Kelowna-Lake Country          | Libéral       |
|        | Steve Thomson           | Kelowna-Mission               | Libéral       |
|        | Bill Bennett            | Kootenay East                 | Libéral       |
|        | Katrine Conroy          | Kootenay West                 | Néo-démocrate |
|        | Mary Polak              | Langley                       | Libéral       |
|        | Marc Dalton             | Maple Ridge-Mission           | Libéral       |
|        | Michael Sather          | Maple Ridge-Pitt Meadows      | Néo-démocrate |
|        | Leonard Krog            | Nanaimo                       | Néo-démocrate |
|        | Doug Routley            | Nanaimo-North Cowichan        | Néo-démocrate |
|        | John Rustad             | Nechako Lakes                 | Libéral       |
|        | Michelle Mungall        | Nelson-Creston                | Néo-démocrate |
|        | Dawn Black              | New Westminster               | Néo-démocrate |
|        | Gary Coons              | North Coast                   | Néo-démocrate |
|        | Claire Trevena          | North Island                  | Néo-démocrate |
|        | Naomi Yamamoto          | North Vancouver-Lonsdale      | Libéral       |
|        | Jane Thornthwaite       | North Vancouver-Seymour       | Libéral       |
|        | Ida Chong               | Oak Bay-Gordon Head           | Libéral       |
|        | Ron Cantelon            | Parksville-Qualicum           | Libéral       |
|        | Pat Pimm                | Peace River North             | Libéral       |
|        | Blair Lekstrom          | Peace River South             | Libéral       |
|        | Bill Barisoff           | Penticton                     | Libéral       |
|        | Mike Farnworth          | Port Coquitlam                | Néo-démocrate |
|        | Iain Black              | Port Moody-Coquitlam          | Libéral       |
|        | Nicholas Simons         | Powell River-Sunshine Coast   | Néo-démocrate |
|        | Pat Bell                | Prince George-Mackenzie       | Libéral       |
|        | Shirley Bond            | Prince George-Valemount       | Libéral       |
|        | Rob Howard              | Richmond Centre               | Libéral       |
|        | Linda Reid              | Richmond East                 | Libéral       |
|        | John Yap                | Richmond-Steveston            | Libéral       |
|        | Murray Coell            | Saanich North and the Islands | Libéral       |
|        | Lana Popham             | Saanich South                 | Néo-démocrate |
|        | George Abbott           | Shuswap                       | Libéral       |
|        | Robin Austin            | Skeena                        | Néo-démocrate |
|        | Doug Donaldson          | Stikine                       | Néo-démocrate |
|        | Kevin Falcon            | Surrey-Cloverdale             | Libéral       |
|        | Jagrup Brar             | Surrey-Fleetwood              | Néo-démocrate |
|        | Sue Hammell             | Surrey-Green Timbers          | Néo-démocrate |
|        | Harry Bains             | Surrey-Newton                 | Néo-démocrate |
|        | Stephanie Cadieux       | Surrey-Panorama               | Libéral       |
|        | Dave Hayer              | Surrey-Tynehead               | Libéral       |
|        | Bruce Ralston           | Surrey-Whalley                | Néo-démocrate |
|        | Gordon Hogg             | Surrey-White Rock             | Libéral       |
|        | Margaret MacDiarmid     | Vancouver-Fairview            | Libéral       |
|        | Mary McNeil             | Vancouver-False Creek         | Libéral       |
|        | Kash Heed               | Vancouver-Fraserview          | Libéral       |
|        | Shane Simpson           | Vancouver-Hastings            | Néo-démocrate |
|        | Mable Elmore            | Vancouver-Kensington          | Néo-démocrate |
|        | Adrian Dix              | Vancouver-Kingsway            | Néo-démocrate |
|        | Moira Stilwell          | Vancouver-Langara             | Libéral       |
|        | Jenny Kwan              | Vancouver-Mount Pleasant      | Néo-démocrate |
|        | Gordon Campbell         | Vancouver-Point Grey          | Libéral       |
|        | Colin Hansen            | Vancouver-Quilchena           | Libéral       |
|        | Spencer Chandra Herbert | Vancouver-West End            | Néo-démocrate |
|        | Eric Foster             | Vernon-Monashee               | Libéral       |
|        | Carole James            | Victoria-Beacon Hill          | Néo-démocrate |
|        | Rob Fleming             | Victoria-Swan Lake            | Néo-démocrate |
|        | Ralph Sultan            | West Vancouver-Capilano       | Libéral       |
|        | Joan McIntyre           | West Vancouver-Sea to Sky     | Libéral       |
|        | Ben Stewart             | Westside-Kelowna              | Libéral       |
|        | Ben Stewart             | Yale-Lillooet                 | Libéral       |

## Répartition des sièges
| *    | *    | *    | *    | *    | *    | *    | *    | *    | *    | *    | **** | *    | **** | **** | **** |      |      |      |      |      |
| **** | **** | **** | **** | **** | **** | **** | **** | **** | **** | *    | **** | **** | **** | **** | **** | **** | **** | **** |      |      |
| **** | **** | **** | **** | **** | **** | **** | **** | **** | **** | **** | **** | **** | **** | **** | **** | **** | **** | **** | **** | **** |
| **** |      |      |      |      |      |      |      |      |      |      |      |      |      |      |      |      |      |      |      |      |
| **** |      |      |      |      |      |      |      |      |      |      |      |      |      |      |      |      |      |      |      |      |
| **** |      |      |      |      |      |      |      |      |      |      |      |      |      |      |      |      |      |      |      |      |
| *    | **** | **** | **** | **** | **** | **** | **** | **** | **** | **** | **** | **** | **** | **** | **** | **** | **** | **** | **** |      |
| **** | **** | **** | **** | **** | **** | **** | **** | **** | **** | *    | **** | **** | **** | **** | **** | **** | **** | **** | **** |      |
| *    | *    | *    | *    | *    | *    | *    | *    | *    | *    | *    | *    | *    | **** | **** | **** |      |      |      |      |      |

| Nombre de députés par parti et par date | Nombre de députés par parti et par date | 2009   | 2010    | 2010   | 2010    | 2011   | 2011    | 2011   | 2011   | 2011    | 2011     | 2011   | 2012      | 2012    | 2012    | 2012     | 2013     |
| Nombre de députés par parti et par date | Nombre de députés par parti et par date | 12 mai | 11 juin | 7 oct. | 19 nov. | 2 mars | 15 mars | 5 avr. | 11 mai | 28 juin | 13 juil. | 3 oct. | 1er janv. | 26 mars | 19 avr. | 22 sept. | 14 janv. |
| --------------------------------------- | --------------------------------------- | ------ | ------- | ------ | ------- | ------ | ------- | ------ | ------ | ------- | -------- | ------ | --------- | ------- | ------- | -------- | -------- |
|                                         | Libéral                                 | 49     | 48      | 48     | 47      | 48     | 47      | 48     | 49     | 48      | 49       | 48     | 47        | 46      | 46      | 46       | 45       |
|                                         | Néo-démocrate                           | 35     | 35      | 34     | 34      | 34     | 34      | 34     | 34     | 34      | 34       | 34     | 34        | 34      | 36      | 36       | 36       |
|                                         | Indépendant (conservateur)              | 0      | 0       | 0      | 0       | 0      | 0       | 0      | 0      | 0       | 0        | 0      | 0         | 1       | 1       | 0        | 0        |
|                                         | Indépendant                             | 1      | 2       | 3      | 4       | 3      | 3       | 2      | 2      | 3       | 2        | 2      | 2         | 2       | 2       | 3        | 4        |
|                                         | Total députés                           | 85     | 85      | 85     | 85      | 85     | 85      | 84     | 85     | 85      | 85       | 84     | 83        | 83      | 85      | 85       | 85       |
| Vacant                                  | 0                                       | 0      | 0       | 0      | 0       | 0      | 1       | 0      | 0      | 0       | 1        | 2      | 2         | 0       | 0       | 0        |          |
| Majorité                                | 13                                      | 11     | 11      | 9      | 11      | 10     | 12      | 13     | 11     | 13      | 12       | 11     | 9         | 7       | 7       | 5        |          |

## Autre(s) changement(s)
| Modification à la députation durant la 39e législature | Modification à la députation durant la 39e législature | Modification à la députation durant la 39e législature | Modification à la députation durant la 39e législature | Modification à la députation durant la 39e législature | Modification à la députation durant la 39e législature |
|                                                        | Date                                                   | Nom                                                    | Circonscription                                        | Parti                                                  | Motif |
| ------------------------------------------------------ | ------------------------------------------------------ | ------------------------------------------------------ | ------------------------------------------------------ | ------------------------------------------------------ | --- |
|                                                        | 12 mai 2009                                            | Liste des députés                                      | Liste des députés                                      | Liste des députés                                      | Élections générales britanno-colombiennes de 2009 |
|                                                        | 11 juin 2010                                           | Blair Lekstrom                                         | Peace River South                                      | Indépendant                                            | Démissionne du cabinet et du caucus libéral en raison de la Taxe de vente harmonisée.                                                                                       |
|                                                        | 7 octobre 2010                                         | Bob Simpson                                            | Cariboo North                                          | Independent                                            | Quitte le caucus néo-démocrate en raison de désaccords avec la cheffe Carole James                                                                                          |
|                                                        | 19 novembre 2010                                       | Bill Bennett                                           | Kootenay East                                          | Independent                                            | Quitte le caucus libéral en raison de désaccords avec le chef Gordon Campbell                                                                                               |
|                                                        | 2 mars 2011                                            | Blair Lekstrom                                         | Peace River South                                      | Libéral                                                | Se rallie au caucus libéral |
|                                                        | 15 mars 2011                                           | Gordon Campbell                                        | Vancouver-Point Grey                                   | Libéral                                                | Siège vacant |
|                                                        | 5 avril 2011                                           | Bill Bennett                                           | Kootenay East                                          | Libéral                                                | Se rallie au caucus libéral |
|                                                        | 11 mai 2011                                            | Christy Clark                                          | Vancouver-Point Grey                                   | Libéral                                                | Remporte l'élection partielle |
| .                                                      | 28 juin 2011                                           | Pat Pimm                                               | Peace River North                                      | Indépendant                                            | Démissionne du cancus libéral après avoir été mis en état d'arrestation en raison de violence domestique                                                                    |
|                                                        | 13 juillet 2011                                        | Pat Pimm                                               | Peace River North                                      | Libéral                                                | Autorisé à revenir avec les Libéraux après le retrait des charges contre lui                                                                                                |
|                                                        | 3 octobre 2011                                         | Iain Black                                             | Port Moody-Coquitlam                                   | Libéral                                                | Siège vacant |
|                                                        | 1er janvier 2012                                       | Barry Penner                                           | Chilliwack-Hope                                        | Liberal                                                | Siège vacant |
|                                                        | 26 mars 2012                                           | John van Dongen                                        | Abbotsford South                                       | Indépendant (Conservateur)                             | Retire son adhésion avec les Libéraux à la suite de préoccupations avec la cheffe Christy Clark. Il se rallie aux Conservateurs, mais siège en tant que député indépendant. |
|                                                        | 19 avril 2012                                          | Joe Trasolini                                          | Port Moody-Coquitlam                                   | Néo-démocrate                                          | Remporte l'élection partielle |
|                                                        | 19 avril 2012                                          | Gwen O'Mahony                                          | Chilliwack-Hope                                        | Néo-démocrate                                          | Remporte l'élection partielle |
|                                                        | 22 septembre 2012                                      | John van Dongen                                        | Abbotsford South                                       | Indépendant                                            | Retire son adhésion avec les Conservateurs en raison d'un désaccord avec le chef John Cummins.                                                                              |
|                                                        | 14 janvier 2013                                        | John Slater                                            | Boundary-Similkameen                                   | Indépendant                                            | Quitte les Libéraux après avoir perdu l'investiture pour sa réélection en 2013.                                                                                             |